# Infinite Dimensional Analysis, Quantum Probability and Related Topics
Infinite Dimensional Analysis, Quantum Probability and Related Topics is een internationaal, aan collegiale toetsing onderworpen wetenschappelijk tijdschrift op het gebied van de
toegepaste wiskunde en de mathematische fysica.
De naam wordt in literatuurverwijzingen meestal afgekort tot Infin. Dimens. Anal. Qu.
Het wordt uitgegeven door World Scientific en verschijnt 4 keer per jaar.
Het eerste nummer verscheen in 1988.